# Divisão do Pacífico (NBA)
A Divisão do Pacífico (em inglês:  Pacific Division) é uma das três divisões da Conferência Oeste da National Basketball Association (NBA). É formada por Los Angeles Lakers, Phoenix Suns, Golden State Warriors, Sacramento Kings e Los Angeles Clippers. Fora o Phoenix, que é do Arizona, todos os outros times jogam na Califórnia. Outros três times já participaram da divisão, Seattle SuperSonics e Portland Trail Blazers (em 2004, foram para a recém-criada Divisão Noroeste) e San Diego/Houston Rockets (uma temporada em San Diego, outra em Houston, antes de se mudar em 1972 para a Divisão Central).

## Campeões de divisão
| - 1971: Los Angeles Lakers - 1972: Los Angeles Lakers - 1973: Los Angeles Lakers - 1974: Los Angeles Lakers - 1975: Golden State Warriors - 1976: Golden State Warriors - 1977: Los Angeles Lakers - 1978: Portland Trail Blazers - 1979: Seattle SuperSonics | - 1980: Los Angeles Lakers - 1981: Phoenix Suns - 1982: Los Angeles Lakers - 1983: Los Angeles Lakers - 1984: Los Angeles Lakers - 1985: Los Angeles Lakers - 1986: Los Angeles Lakers - 1987: Los Angeles Lakers - 1988: Los Angeles Lakers - 1989: Los Angeles Lakers | - 1990: Los Angeles Lakers - 1991: Portland Trail Blazers - 1992: Portland Trail Blazers - 1993: Phoenix Suns - 1994: Seattle SuperSonics - 1995: Phoenix Suns - 1996: Seattle SuperSonics - 1997: Seattle SuperSonics - 1998: Seattle SuperSonics - 1999: Portland Trail Blazers | - 2000: Los Angeles Lakers - 2001: Los Angeles Lakers - 2002: Sacramento Kings - 2003: Sacramento Kings - 2004: Los Angeles Lakers - 2005: Phoenix Suns - 2006: Phoenix Suns - 2007: Phoenix Suns - 2008: Los Angeles Lakers - 2009: Los Angeles Lakers | - 2010: Los Angeles Lakers - 2011: Los Angeles Lakers - 2012: Los Angeles Lakers - 2013: Los Angeles Clippers - 2014: Los Angeles Clippers - 2015: Golden State Warriors - 2016: Golden State Warriors - 2017: Golden State Warriors - 2018: Golden State Warriors - 2019: Golden State Warriors | - 2020: Los Angeles Lakers - 2021: Phoenix Suns - 2022: Phoenix Suns - 2023: Sacramento Kings - 2024: Los Angeles Clippers - 2025: Los Angeles Lakers |

## Títulos de divisão
- 24: Los Angeles Lakers
- 8: Phoenix Suns
- 7: Golden State Warriors
- 5: Seattle SuperSonics*
- 4: Portland Trail Blazers*
- 3: Sacramento Kings
- 3: Los Angeles Clippers

*-Não mais no Pacífico.

## Resultados
- Campeões da NBA: Los Angeles Lakers (1972, 1980, 1982, 1985, 1987, 1988, 2000, 2001, 2002, 2009, 2010, 2020), Golden State Warriors (1947, 1956, 1975, 2015, 2017, 2018, 2022), Portland Trail Blazers (1977),  Seattle SuperSonics (1979)
- Campeões da conferência: Los Angeles Lakers (1973, 1983, 1984, 1989, 1991, 2004, 2008), Golden State Warriors (1947, 1948, 1956, 1964, 1967, 1975, 2015, 2016, 2017)  Phoenix Suns (1976, 1993, 2021), Seattle SuperSonics (1978, 1996), Portland Trail Blazers (1977, 1990, 1992)